# 愛知県芸術劇場

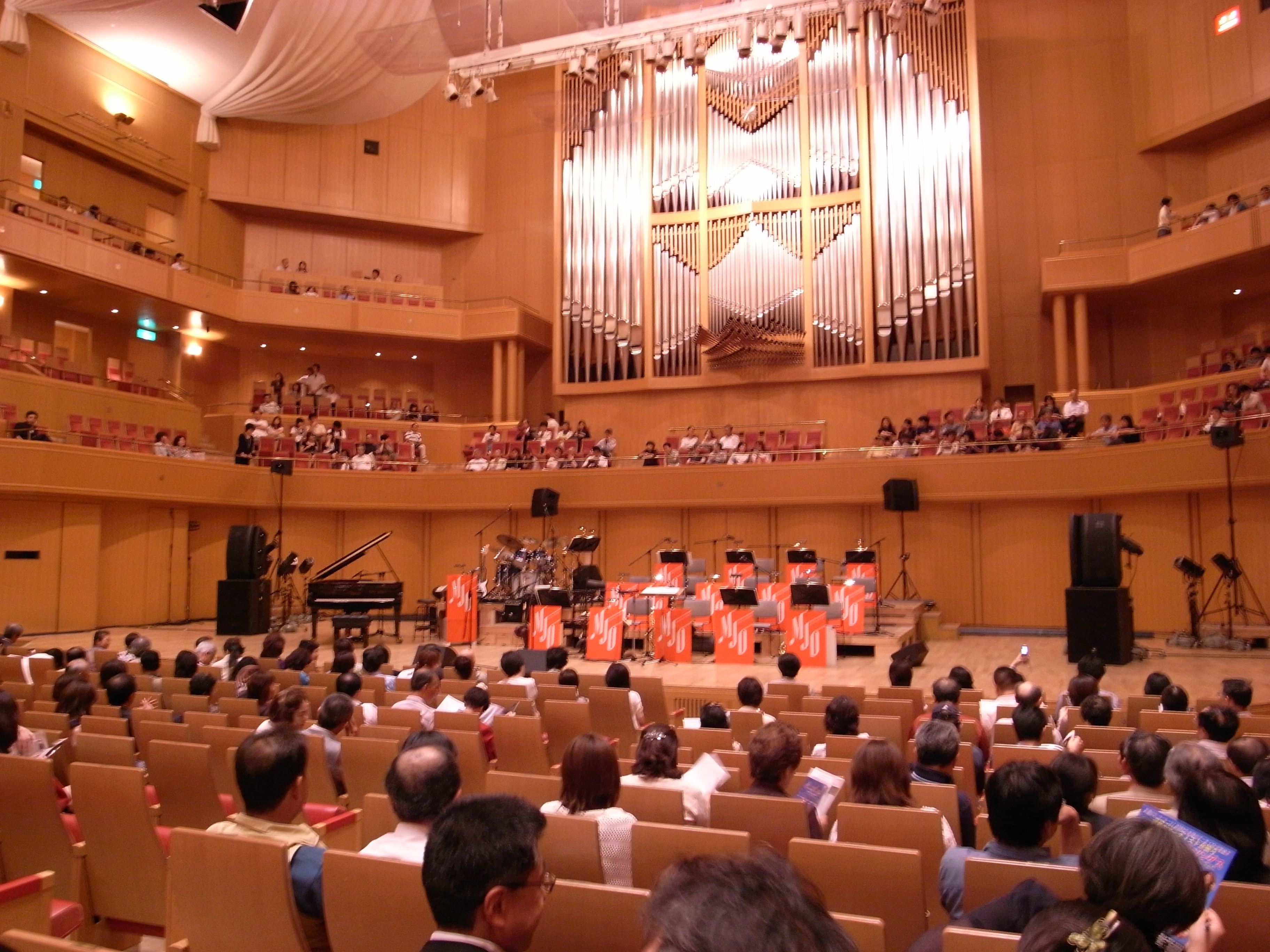
コンサートホール内観

愛知県芸術劇場（あいちけんげいじゅつげきじょう、英語：Aichi Prefectural Art Theater）は、愛知県名古屋市東区の、愛知芸術文化センターの施設の一つである。愛知芸術文化センターは、愛知県芸術劇場、愛知県美術館、愛知県文化情報センターの3施設からなる。

## 概要
愛知県芸術劇場は、名古屋市の中心部に位置し、オペラに対応している大ホール、オーケストラ等クラシック音楽の演奏会に最適なコンサートホール、小規模演劇ができる小ホールなどがあり、交通アクセスも栄駅からすぐにある。
開館してから15年経過したこともあり、舞台機構の制御装置に経年劣化が生じてきたため、2007年12月から翌年3月にかけて、リハーサル室以外を休館して改修工事が行われた。
この愛知県芸術劇場の休館期間に行われるオペラやクラシックのコンサートはNiterra日本特殊陶業市民会館（名古屋市民会館）を中心とした他会場で行われた（名古屋市内においてクラシックコンサートに対応した同規模程度のホールはNiterra日本特殊陶業市民会館しかないため）。
2016年10月29日から12月3日まで開催された「第31回国民文化祭あいち2016」は、開会式や閉会式などが愛知県芸術劇場で開催された。また2017年6月には優良ホール100選に選出された。
国文祭閉幕後から再び長期間の改修工事を実施。2019年4月まで実施された。
2020年度から芸術監督を新設し勅使川原三郎が就任。
令和4年度（第73回）芸術選奨において、同劇場エグゼクティブプロデューサーの唐津絵理が文部科学大臣賞を受賞。
2014年から現在まで、公益財団法人愛知県文化振興事業団が愛知芸術文化センター（愛知県美術館など一部を除く）の指定管理者として同劇場の管理・運営を行っている。

## 施設
- 大ホール：2,480席（1,900席規模でも利用可能）
- コンサートホール：1,800席
  - パイプオルガン：ストップ数：93、パイプ本数：6,883本[4]と、国内では最大級。カール・シュッケ社製
- 小ホール：最大330席（演出により舞台位置をエンドステージやセンターステージに変えられるため、状況により異なる。）
- リハーサル室：2室（客席を設ける催事利用も可能）

## 主な自主事業

### AFF戯曲賞
2000年に21世紀の新しい戯曲賞として、受賞作品を愛知県芸術劇場小ホールで上演する「上演を前提とした戯曲賞」として、愛知からの文化の発信・演劇界の振興・発展を目的に設立された。
2015年第15回を機にリニューアルし、コンセプトに「戯曲とは何か？」を掲げ、新しい価値観と出会いの場の創造を目指している。
近年の主な受賞者
- 第11回：市原佐都子『虫』
- 第12回：平塚直隆『豆』
- 第13回：萩原雄太『パブリックイメージリミテッド』
- 第14回：水都サリホ『茨姫』
- 第15回：松原俊太郎『みちゆき』
- 第16回：額田大志『それからの街』
- 第17回：カゲヤマ気象台『シティⅢ』
- 第18回：山内晶『朽ちた蔓延る』
- 第19回：小野晃太朗『ねー』
- 第20回：羽鳥ヨダ嘉郎『リンチ（戯曲）』
- 第21回：守安久ニ子『鮭なら死んでるひよこたち』[6]

### サウンドパフォーマンス・プラットフォーム
AAC サウンドパフォーマンス道場（2006年〜2014年）を前身に、2015年より実施。「コンサート」ではこぼれ落ちてしまうような多様な音の作品や、音と文字、映像、身体表現を伴う作品など、ひとくくりにはできない新たな音のパフォーマンスを紹介する。 国内外で活躍するゲストアーティストと、公募で選出されたアーティストによるパフォーマンスが上演される。
2018年
- ゲストアーティスト：堀尾寛太, 米子匡司, 荒木優光, サンガツ
- 公募アーティスト：世紀マ3, おおしまたくろう, 清水卓也, いまいけぷろじぇくと, 山本和智, Aoi

2019年
- ゲストアーティスト：夏の大△, 藤田陽介, 電力音楽（木下正道/多井智紀/池田拓実）, Hair Stylistics（a.k.a. 中原昌也）
- 公募アーティスト：大久保雅基, 杉野晋平, dobby/仮説, Affine, signal compose, 大所帯非楽器アンサンブル POLY!

2020年
- ゲストアーティスト：正直, ミニスキュル・シングス（立川貴一 ＋ 吉田アミ）と大谷能生
- 公募アーティスト：みあいっこ, 日々《変容の対象》アンサンブル（前田真二郎+福島諭+濱地潤）, CORONA（ANANTO WICAKSONO + eyekotanabe + 山本雅史）

2022年
- ゲストアーティスト：ASUNA , 伏木啓 + Collaborative Artists
- 公募アーティスト：村田 厚生・池田 拓実・磯部 英彬, 華山 萌, Benda putar, レトロニム